# Gerd Schönfelder
Gerd Schönfelder est un skieur handisport allemand né le 2 septembre 1970 à Kulmain. Il est présent depuis 1991 et a participé à tous les Jeux paralympiques de 1992 à 2010.

## Biographie
Gerd Schönfelder, né le 2 septembre 1970, est le skieur qui a remporté le plus de médailles lors des grands rendez-vous : 22 médailles aux Jeux paralympiques, soit un record qui n'est pas près d'être égalé par un skieur valide. Il a perdu son bras droit et trois doigts de la main gauche dans un accident en 1989. Schönfelder est aussi connu pour un style particulier que lui confère son absence de bras droit et son bras gauche handicapé. Il prendra sa retraite à l'issue des Jeux paralympiques d'hiver de 2010.

## Palmarès
Il a gagné 22 médailles dont 16 en or, 4 en argent et 2 en bronze ce qui fait de lui l'athlète paralympique le plus titré du monde